# Mamoa

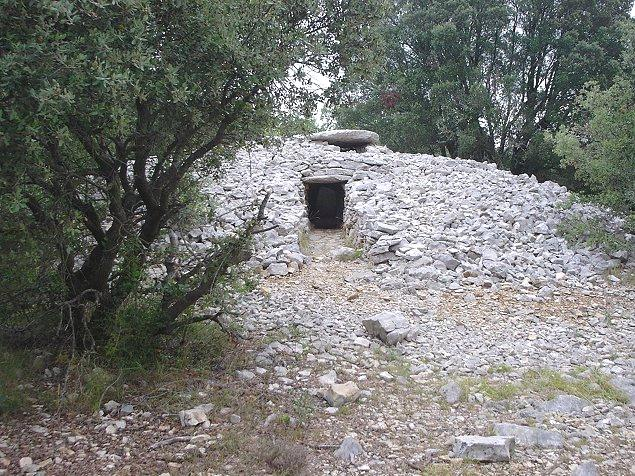
Mamoa (cairn) e Dólmen de Lamalou (Hérault, França).

Uma mamoa ou tumulus (plural tumuli) é um montículo artificial que cobre uma câmara dolménica. Pode ser de terra, revestida por uma couraça de pequenas pedras imbricadas, ou ser apenas constituída por pedras, sendo então designada usualmente por «cairn», do escocês càrn (que se pronuncia 'kern').
As mamoas ou tumuli apresentam geralmente uma forma oval ou circular. Eram edificadas com pedra e areia e tinham a finalidade de protejer o dólmen, cobrindo-o completamente. Eram estruturas de tamanho variável, podendo atingir quarenta metros, que tapavam completamente a câmara e o corredor, quando este existia. As couraças de revestimento das mamoas feitas de terra, que possivelmente ainda seriam visíveis na altura da construção, acabariam provavelmente por ficar mais ou menos revestidas por vegetação algum tempo depois.
O nome mamoa origina dos romanos aquando da sua chegada à Península Ibérica, que deram o nome de mammulas a estes monumentos, pela sua semelhança com o seio de uma mulher. Embora hoje sejam muito raras as mamoas que apresentam um volume hemisfério, devido aos agentes erosivos e às violações de que foram alvo, a sua forma seria em geral a de uma calote esférica.
Cada mamoa (ou tumulus) teria a função de esconder e proteger a sepultura, conferindo-lhe, ao mesmo tempo, maior monumentalidade. É possível que tivesse também, em certos casos, proporcionado um plano inclinado para o transporte da tampa da câmara da anta até à sua posição definitiva.
Se fossem apenas feitas com terra, as mamoas teriam sido facilmente desfeitas pela erosão expondo, por sua vez, os túmulos à erosão. Por essa razão,  a terra é escorada com pedras formando uma couraça protectora à superfície e uma espécie de suporte de contenção que rodeia a mamoa na periferia. A técnica de construção das mamoas demonstra geralmente uma hábil solução arquitectónica feita para durar, sem usar argamassa. Encontram-se pedras especialmente afeiçoadas para melhor se inserirem no espaço que preenchem e interstícios preenchidos por pequenas pedras angulosas, partidas intencionalmente, para reforçar a estrutura.

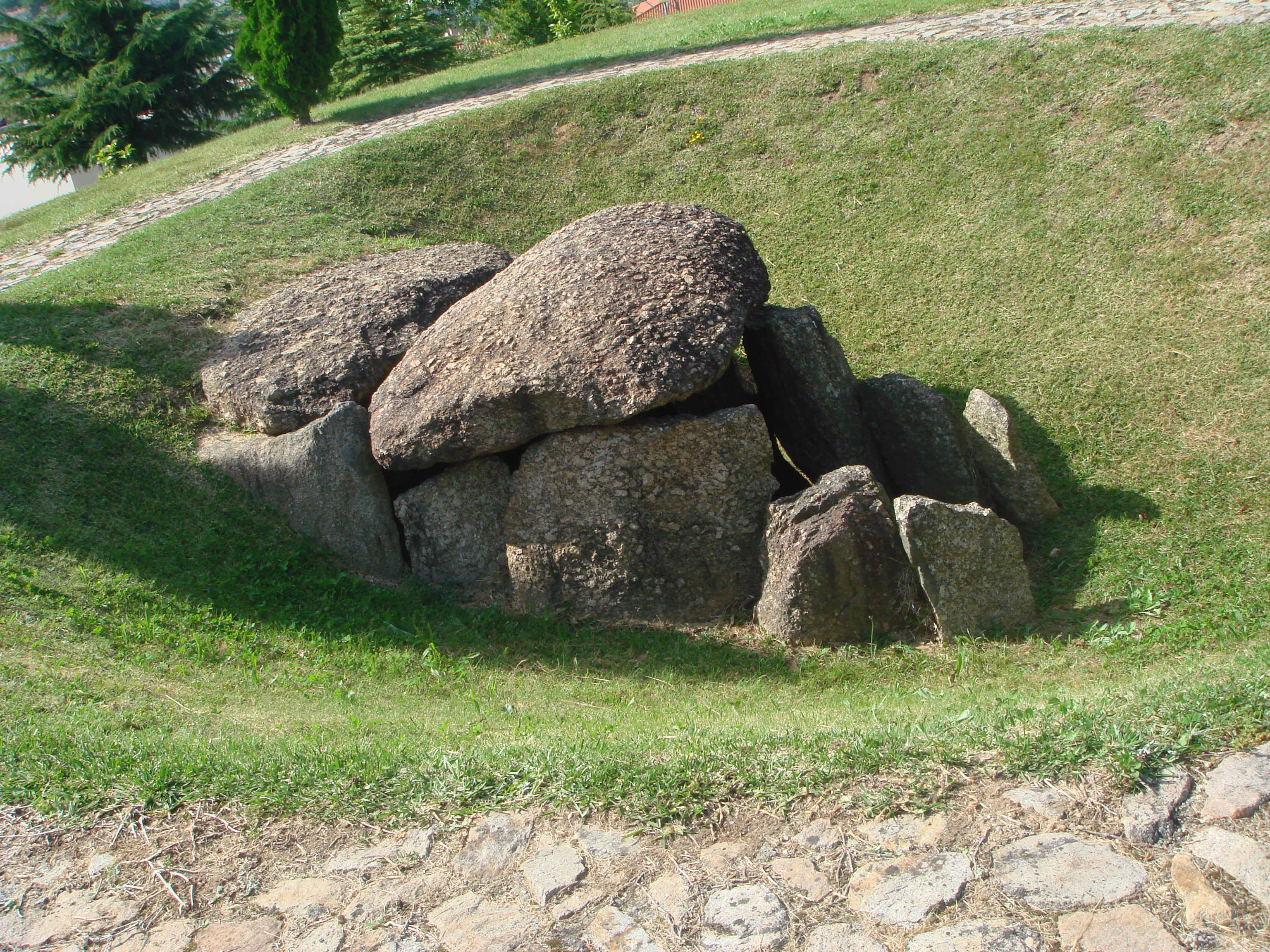
Mamoa de Lamas, Braga

Em Portugal, as mamoas estão normalmente dispostas em grupos, ocupando zonas planas, normalmente planálticas, em regra “pobres” para a agricultura e à margem de caminhos actuais ou antigos. Nas chãs (zonas planálticas) da Serra da Aboboreira, em Baião, Portugal, já foram identificados mais de 4 dezenas de monumentos megalíticos, distribuídos em cerca de 12 grupos.
Estas sepulturas megalíticas monumentais correspondem com certeza a relíquias de antepassados importantes, não correspondendo ao modo mais usual de as comunidades neolíticas enterrarem os seus mortos comuns. Estes monumentos funerários devem ter tido um significado simbólico importante e devem ter sido sobretudo «túmulos para os vivos», como disse um autor britânico (tomb for the living). Ou seja, destinavam-se provavelmente mais aos vivos do que aos mortos. E é possível que cada núcleo ou grupo de mamoas correspondesse aos antepassados míticos de uma determinada família ou linhagem, facultando-lhe uma referência para a sua identidade.
O dólmen, escondido debaixo de uma colina artificial (a mamoa), era como um «útero» abrigado do olhar, onde se colocavam relíquias «no interior da terra». Podemos imaginar que essa deposição de relíquias funerárias seria, a nível de significação simbólica, como que um regresso de um humano ao útero do ventre materno da Terra Mãe.
O hábito de usar «cairns», ou seja montes artificiais de pedras, em cima dos túmulos Neolíticos poderá ter estado também relacionado com a dissuasão dos violadores de túmulos. Na Escócia, os cairn encontram-se sobretudo sobre relevos de terreno e no alto das montanhas. E, como existe o costume de transportar uma pedra até ao alto da colina para a colocar sobre eles, estes vão ficando cada vez mais altos. Um ditado antigo escocês diz « Cuiridh mi clach air do chàrn », ou seja « Colocarei uma pedra sobre o teu cairn». É interessante que ainda hoje há uma tradição judia que recomenda que se ponham pequenas pedras em cima de um túmulo que se visite.